# Rubinius
Rubinius — альтернативная реализация языка программирования Ruby, созданная Эваном Фениксом. Базируется на Smalltalk-80 Blue Book дизайне. Компилятор машинного кода основан на LLVM

## Цели проекта
Rubinius следует идеям Lisp и Smalltalk, реализуя как можно больше Ruby на самом же Ruby коде.
У Rubinius также есть цель быть потоково-безопасным, чтобы иметь возможность встраивать более чем один интерпретатор в одно приложение.

## Спонсорство
Engine Yard предоставил двух инженеров для работы над Rubinius.